# Numberphile

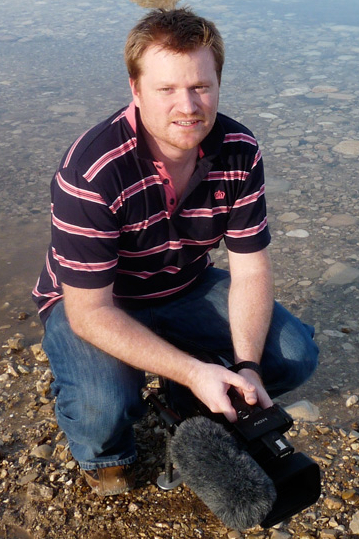
Засновник каналу Брейді Харан

Numberphile (читається "Намберфайл") — британський науково-популярний освітній YouTube-канал на тему математики, створений 15 вересня 2011 року відеожурналістом Брейді Хараном. Канал досяг мільйона підписників 2014 року, вже через три роки після заснування, і отримав «золоту кнопку YouTube». Станом на 2024 рік канал має трохи більше ніж чотири мільйони підписників.
Учасниками відео є різні математики, найчастіше британські, від аспірантів до авторитетних професорів, включно із декількома лауреатами медалі Філдса, премія Тюрінга або Нобелівської премії, а також включно із багатьма відомими популяризаторами науки. Відео на каналі зазвичай мають тривалість 15—20 хвилин, в яких розкривається одна конкретна математична тема. Відео часто побудовані як «напівінтерв'ю»: голос Брейді Харана за кадром ставить питання і вчений-математик розлого на них відповідає. На другому каналі, «Numberphile 2», публікуються 30—60-хвилинні подкасти. Також є сестринський канал «Computerphile» на тематику комп'ютерних наук.

## Концепція каналу
Більшість відео складаються з того, що Харан розпитує запрошеного експерта-математика про якесь число, математичну теорему або якесь інше математичне поняття. Експерт зазвичай візуалізує свої пояснення, пишучи чи малюючи маркерами на величезному листі коричневого крафт-паперу, намагаючись зробити це математичне поняття зрозумілим звичайному глядачеві. Канал спонсорують американські некомерційні організації «Інститут дослідження математичних наук» та «Math for America».
На початковому етапі існування каналу кожне відео розповідало про якесь одне конкретне число, але з того часу тематика каналу значно розширилася, почали з'являтися відео про складніші математичні концепції, такі як Велика теорема Ферма, Гіпотеза Рімана або Теорема Краскала. Відеоролики знімає і монтує Брейді Харан, колишній відеожурналіст BBC та засновник декількох інших YouTube-каналів, таких як «Periodic Videos» чи «Sixty Symbols».

## Оцінки
Канал «Numberphile» регулярно потрапляє до рейтингу найбільш популярних освітніх YouTube-каналів. Канал номінували на «Shorty Award» в категорії «освіта» в 2016 році. Газета Нью-Йорк таймс сказала про канал що там «математики з ентузіазмом і впевненістю говорять про числа», а газета Індепендент описала канал як «неймовірно популярний». Газета The Sunday Times сказала що «зірки-математики соціальних мереж, такі як Джеймс Грайм або Метт Паркер, розважають легіони шанувальників чудовими відео, які демонструють, наскільки потужною та веселою може бути математика». Науково-популярний журнал New Scientist помістив «Numberphile» до списку десяти найкращих наукових каналів на YouTube в 2019 році.

## Учасники[23]
- Федеріко Арділа
- Джоні Бол
- Алекс Беллос
- Елвін Берлекемп
- Ендрю Букер
- Стівен Бредлоу
- Тімоті Браунінг
- Браян Баттерворт
- Джон Конвей
- Едмунд коупленд
- Том Кроуфорд
- Сюзанна Данчо
- Персі ДІаконіс
- Маркус дю Сутуа
- Роб Іставей
- Лоренс Івс
- Девід Айзенбуд
- Едвард Френкель
- Ганна Фрай
- Ліза Голдберг
- Джеймс Грайм
- Рональд Грем
- Едмунд Харріс
- Гордон Гамільтон
- Тім Гарфорд
- Дональд Кнут
- Холлі Крігер
- Джеймс Мейнард
- Баррі Мазур
- Стів Молд
- Кольм Малкагі
- Тоні Паділья
- Саймон Пампена
- Метт Паркер
- Роджер Пенроуз
- Карл Померанс
- Кен Рібет
- Том Скотт
- Генрі Сегерман
- Карло Секвін
- Джеймс Гарріс Саймонс
- Саймон Сінх
- Ніл Слоун
- Бен Спаркс
- Кеті Стеклс
- Звезделіна Станкова
- Кліффорд Стол
- Теренс Тао
- Тадаші Токієда
- Маріель Васкез
- Седрік Віллані
- Зандра Вінегар
- Грант Сандерсон
- Ейлін МакДональд
- Метт Хендерсон
- Софі Маклін
- Саймон Ентоні
- Джаред Дюкер Ліхтман
- Ізабель Вогт